# 代表会议
代表会议（羅馬化：Majlisi namoyandagon，羅馬化：Palata predstaviteley）是塔吉克斯坦两院制最高议会的下议院。自2000年以来，塔吉克斯坦人民民主党一直是代表会议中的主导政党。